# パウンチホイール
パウンチホイール（paunch wheel）は、日本のポップ、ロックバンド。2001年1月に結成。

## 概要
- 正式名称は all about my paunch＆Bucket Wheel Excavator 。「僕の突き出た太鼓腹と、世界最大の土木作業機械のすべて」という意味。メンバーいわく、長いバンド名を付けたくて命名したものの、初ライブで「長過ぎてバンド名が覚えられない」との声が殺到したため、次のライブからあっさり表記を変更、パウンチホイールとなった。
- メンバー全員が、明星学園高校の合唱部に所属していた。ライブにてアカペラアレンジの「長電話」が定番曲になっていたりと、コーラスを主体とするその音楽性への影響は大きい。
- 主に下北沢を中心に活動しており、ランクヘッド、つばき、D.W.ニコルズなど、親交が深いバンドが多い.

## メンバー

### 現メンバー
青木拓磨（1978年2月24日）
- ボーカル、ギター担当。ほとんどの楽曲の作詞作曲を担当している。高音の伸びやかな歌声。
- THE BLUE HEARTS、aikoから大きく影響を受けている。
- 『ポケモン』とガンダムをこよなく愛する。
- 2009年頃から舞台役者としての活動も行い、これまで4本の舞台に出演している。

岸部大輔（1979年6月26日）
- ボーカル、ベース担当。「27歳」で作詞を青木と共作、「echo」で作詞作曲を担当する。ハスキーで色気のある歌声。
- 安全地帯、サニーデイサービスから大きく影響を受けている。
- ケンタッキーフライドチキンをこよなく愛し、自身のメルマガで熱い思いを語ったりしている。また、『ドラえもん』の大ファン。
- 父親は俳優・ミュージシャンの岸部一徳。ドラマ『医龍-Team Medical Dragon-』（フジテレビ）の第2シリーズ（2007年）、第4シリーズ（2014年）で、若い頃の野口役を、2008年11月公開の映画『GSワンダーランド』と、2012年のテレビドラマ『カエルの王女さま』（フジテレビ）でも、同一シーンでの登場はないものの親子共演を果たしている。叔父は俳優・ミュージシャンの岸部四郎。
- 2007年頃からadvantage Lucyのサポートベーシストとしても活動している。
- 2018年よりTokyo Star Radio(八王子FM)にてラジオ番組「今夜もいっとく！」を担当している。

ほんだなつみ（1995年8月14日）
- ボーカル、コーラス担当。
- 愛称はほんなつ。

岡田湖以（11月28日）
- コーラス、デザイン担当。
- 愛称はこゆっきー。

### 元メンバー
安本有作
- キーボード担当。2008年に脱退。

成瀬考治
- ギター担当。2009年に脱退。

増井レミオ（増井玲巳雄）
- ドラム、コーラス担当。フライヤーやTシャツ、ホームページなどのデザインも担当している。
- グレッチとエンドース契約をしている
- フィッシュマンズ、ローリングストーンズから大きく影響を受けている。
- ハードロック、ヘヴィメタルに造詣が深い
- ギターソロが全く弾けない青木に代わって、レコーディング時にギターを演奏することもあった。
- スタンリー・キューブリック、デヴィッド・リンチなどを愛する映画好き。また、お笑い好き。
- 2014年に脱退。

### サポートメンバー
田中賢三
- 元コーチガリー、現リトミックボンボンのギタリスト。2009年頃からライブやレコーディングなどでサポートギタリストとして参加している。

## 来歴
2001年
- 青木、増井、岸部の3人が、楽器経験のない安本を強引に誘い、all about my paunch＆Bucket Wheel Excavator結成。初ライブを客として観に来ていた成瀬が加わり、5人編成となる。

2004年
- 1 0月、1stミニアルバム「リアル」でデビュー。

2006年
- 3月、2ndミニアルバム「チェンジザワールド」発売。

2007年
- 7月、千の風になって　ドラマスペシャル第1弾「家族へのラブレター」挿入歌として『ロミオ＆ジュリエット』が使用される。メンバーはパウンチホイール役としてドラマにも出演する。

2008年
- 3月、『ロミオ&ジュリエット』を原作とした舞台「CHANGE THE WORLD 〜ロミオとジュリエット」に出演。
- 4月、3rdミニアルバム「TITLE」発売。プロデュースをザ・コレクターズの加藤ひさしが担当する。初の全国ツアーを開始、ファイナルとしてワンマンライブを新宿ロフトにて行う。
- 8月、『日本テレビ開局55周年記念番組・ヒットメーカー 阿久悠物語』にザ・タイガース役として出演。
- 9月、安本有作、脱退。
- 11月公開の映画GSワンダーランドに、ザ・ライオンズ役として出演。

2009年
- 3月、笹塚ファクトリーにて舞台「king of ouirock show vol.2　鉄潰(てっつい)/dead end 」に出演。劇中音楽、演奏も担当。
- 9月、iTunes Store限定配信シングル『クロール』『長電話』発売。
- 12月、成瀬考治、脱退。サポートギタリストとして田中ケンゾウがライブに参加し始める。

2010年
- 8月、ワンマンライブ「all about my paunch＆Bucket Wheel Excavator」を下北沢ガレージで開催。

2012年
- 1月20日　下北沢GARAGEにてワンマンライブ『ぼくら』開催

2014年
- 増井レミオ、脱退。

2016年
- 1月、ほんだなつみ、岡田湖以が加入。

## エピソード
- 青木が母校の音楽室を訪れた際に、岡田が後任の合唱部副部長に宛てた引き継ぎノートの内容を読んで、パウンチホイールに誘ったとのこと。
- つばきのVo.＆Gt.一色が病気療養中に活動していたつばきフレンズに青木、岸部が参加。[1]
- メンバー全員が所属していた明星学園高校の合唱部に所属していたシンガーソングライターの都と共同でのイベント「やさしさに包まれたい」を新代田 crossingで開催。[2]

## ディスコグラフィ

### 参加作品
| 発売日         | タイトル                                   | 規格品番  | 曲順 | 楽曲                |
| -------------- | ------------------------------------------ | --------- | ---- | ------------------- |
| 2004年4月28日  | under pop!                                 | IPCT-0001 | M.13 | はじめの歌          |
| 2005年7月20日  | COME ON! MUSIC LOVERS                      | COAR-0037 | M.12 | 五時半              |
| 2006年10月23日 | Do you like pop music like a "he,she & I"? | COAR-0047 | M.5  | SUPERSTAR           |
| 2008年11月12日 | Coa Records Anthology                      | COAR-0054 | M.12 | ロミオ&ジュリエット |

## タイアップ
| 使用年 | 曲名                | タイアップ                                                                        |
| ------ | ------------------- | --------------------------------------------------------------------------------- |
| 2007年 | ロミオ&ジュリエット | フジテレビ系『千の風になって ドラマスペシャル第1弾 「家族へのラブレター」』挿入歌 |

## メディア出演

### テレビドラマ
- 千の風になって ドラマスペシャル第1弾 家族へのラブレター（2007年8月3日、フジテレビ）[3]
- ヒットメーカー 阿久悠物語（2008年8月1日、日本テレビ）[4]